# Liste der Kulturdenkmäler in Caldes de Malavella
Die Liste der Kulturdenkmäler in Caldes de Malavella führt alle im Inventari del Patrimoni Arquitectònic Català aufgeführten Kulturdenkmäler in Caldes de Malavella auf. Die mit BCIN gekennzeichneten Einträge sind als Bé Cultural d’Interès Nacional geschützt.
| Bild                                                             | Bezeichnung                                                      | Lage                                                                                    | Beschreibung | Bauzeit                                                | Eingetragen seit | Denkmal- nummer       |
| ---------------------------------------------------------------- | ---------------------------------------------------------------- | --------------------------------------------------------------------------------------- | --- | ------------------------------------------------------ | ---------------- | --------------------- |
| weitere Bilder                                                   | Banys Romans (Caldes de Malavella)                               | C. Termes Romanes – c. Pla i Deniel Karte                                               | Römische Bäder. Bereits im römischen Ort Aquae Calidae wurden die 60 Grad warmen Thermalquellen des Ortes genutzt. Die erhaltenen Ruinen der römischen Bäder in der Ortsmitte stehen als Bé Cultural d’Interès Nacional unter der höchsten Stufe des Denkmalschutzes. Das Gebäude besteht aus einem zentralen Pool in der Gräße 9,60 Meter mal 9,60 Meter und eine Reihe von Nebenräumen, die sich in drei Bereiche gliederten. | Römisch                                                |                  | BCIN 85-MH IPAC, PM   |
| weitere Bilder                                                   | Castell de Caldes (Caldes de Malavella)                          | C. Sant Grau Karte                                                                      | Castell de Caldes | 12. Jahrhundert                                        |                  | BCIN 576-MH IPAC, PM  |
| weitere Bilder                                                   | Castell de Malavella (Caldes de Malavella)                       | 3 km südlich von Caldes in Richtung Malavella Parc und Ermita de Sant Maurici Karte     | Ruinen des Castell de Malavella, Traditionelle Architektur | 12., 14. Jahrhundert                                   |                  | BCIN 577-MH IPAC, PM  |
| weitere Bilder                                                   | Església de Sant Esteve de Caldes (Caldes de Malavella)          | C. St. Maria – c. Mas Ros Karte                                                         | Kirche Sant Esteve de Caldes, Romanik, Barock | 11. Jahrhundert                                        |                  | IPAC, PM              |
| Can Trellas (Caldes de Malavella)                                | Can Trellas (Caldes de Malavella)                                | Pl. Petita, 11 Karte                                                                    | Can Trellas, späte Gotik | 13. Jahrhundert                                        |                  | IPAC, PM              |
| Caseta de pou (Caldes de Malavella)                              | Caseta de pou (Caldes de Malavella)                              | Parc de la Font de la Vaca Karte                                                        | Caseta de pou, Modernisme | 1925                                                   |                  | IPAC, PM              |
| Glorieta de Sant Grau (Caldes de Malavella)                      | Glorieta de Sant Grau (Caldes de Malavella)                      | C. St. Grau Karte                                                                       | Die Glorieta de Sant Grau ist ein achteckiger Pavillon mit Rundkuppel auf dem Hügel Sant Grau (Heiliger Gerhard) im Stadtzentrum, Eklektizismus | Anfang des 20. Jahrhunderts                            |                  | IPAC, PM              |
| Font de la Vaca (Caldes de Malavella)                            | Font de la Vaca (Caldes de Malavella)                            | Parc de la Font de la Vaca Karte                                                        | Font de la Vaca („Kuhbrunnen“), Modernisme | 20. Jahrhundert                                        |                  | IPAC, PM              |
| Casinet de la Font de la Vaca (Caldes de Malavella)              | Casinet de la Font de la Vaca (Caldes de Malavella)              | Parc de la Font de la Vaca Karte                                                        | Casinet de la Font de la Vaca, Modernisme | 20. Jahrhundert                                        |                  | IPAC, PM              |
| weitere Bilder                                                   | Xalet al carrer Sant Esteve, 2 (Caldes de Malavella)             | C. Sant Esteve, 2 – av. St. Maurici Karte                                               | Haus an der Carrer Sant Esteve, 2, Noucentisme | 1925                                                   |                  | IPAC, PM              |
| weitere Bilder                                                   | Biblioteca Pública (Caldes de Malavella)                         | C. de la Llibertat, 12 Karte                                                            | Öffentliche Bibliothek oder Escola Nacional de Nens (nationale Schule für Kinder), Noucentisme | 20. Jahrhundert                                        |                  | IPAC, PM              |
| Xalet d'Anna Vela (Caldes de Malavella)                          | Xalet d'Anna Vela (Caldes de Malavella)                          | Av. Dr. Furest, 97 Karte                                                                | Haus d'Anna Vela, Sommerhaus, Eklektizismus | Anfang des 20. Jahrhunderts, Ende des 20. Jahrhunderts |                  | IPAC, PM              |
| Casa Bonanova (Caldes de Malavella)                              | Casa Bonanova (Caldes de Malavella)                              | C. Pla i Deniel, 17 Karte                                                               | Casa Bonanova oder Xalet Mare de Déu de la Bonanova, Eklektizismus | Anfang des 20. Jahrhunderts                            |                  | IPAC, PM              |
| Casa al carrer Pla i Deniel, 15 (Caldes de Malavella)            | Casa al carrer Pla i Deniel, 15 (Caldes de Malavella)            | C. Pla i Deniel, 15 Karte                                                               | Haus an der Carrer Pla i Deniel, 15, Modernisme |                                                        |                  | IPAC, PM              |
| Habitatge al carrer Pla i Deniel, 16 (Caldes de Malavella)       | Habitatge al carrer Pla i Deniel, 16 (Caldes de Malavella)       | C. Pla i Deniel, 16 Karte                                                               | Haus an der Carrer Pla i Deniel 16, Eklektizismus | Anfang des 20. Jahrhunderts                            |                  | IPAC, PM              |
| Cobert de la mina d'aigua (Caldes de Malavella)                  | Cobert de la mina d'aigua (Caldes de Malavella)                  | C. St. Grau Karte                                                                       | Cobert de la mina d'aigua, Eklektizismus | Anfang des 20. Jahrhunderts                            |                  | IPAC, PM              |
| Cal Ferrer (Caldes de Malavella)                                 | Cal Ferrer (Caldes de Malavella)                                 | Pl. de l'Ajuntament, 20 Karte                                                           | Cal Ferrer, Traditionelle Architektur, Gotik | 15. Jahrhundert                                        |                  | IPAC, PM              |
| Casa Rosa (Caldes de Malavella)                                  | Casa Rosa (Caldes de Malavella)                                  | C. Sant Grau – c. Vall-llobera Karte                                                    | Casa Rosa, abans Casa Diota-Llevi o Diotallevi, Tita-Llevi, Casa Estapé, Modernisme | Anfang des 20. Jahrhunderts                            |                  | IPAC, PM              |
| weitere Bilder                                                   | Part d'edifici d'origen medieval (Caldes de Malavella)           | C. Plaça dels Polls, 11 Karte                                                           | Teile des mittelalterlichen Gebäudes, Traditionelle Architektur | 15. Jahrhundert                                        |                  | IPAC, PM              |
| Casa Bell-Estar (Caldes de Malavella)                            | Casa Bell-Estar (Caldes de Malavella)                            | Rambla Recolons, 54 – c. Nou, 10 Karte                                                  | Casa Bell-Estar, Modernisme | Ende des 19. und Anfang des 20. Jahrhunderts           |                  | IPAC, PM              |
| Xalet al carrer Sant Antoni, 11 (Caldes de Malavella)            | Xalet al carrer Sant Antoni, 11 (Caldes de Malavella)            | C. Sant Antoni, 11 – c. Núria Karte                                                     | Haus an der Carrer Sant Antoni 11, Modernisme | Anfang des 20. Jahrhunderts                            |                  | IPAC, PM              |
| weitere Bilder                                                   | Torre número 1 (Caldes de Malavella)                             | Av. Sant Maurici – pg. de la Granja, 1 Karte                                            | Torre número 1, Noucentisme | 1925                                                   |                  | IPAC, PM              |
| Torre número 5 (Caldes de Malavella)                             | Torre número 5 (Caldes de Malavella)                             | C. Verdaguer – c. del Nord Karte                                                        | Haus Torre número 5, Historizismus | 1925                                                   |                  | IPAC, PM              |
| Villa Catalina (Caldes de Malavella)                             | Villa Catalina (Caldes de Malavella)                             | Pg. de la Granja Karte                                                                  | Villa Catalina, Noucentisme, Modernisme | 1925                                                   |                  | IPAC, PM              |
| Villa Rosàrio (Caldes de Malavella)                              | Villa Rosàrio (Caldes de Malavella)                              | Rambla d'en Rufí, 12 Karte                                                              | Villa Rosàrio oder Torre dels Alemanys, Historizismus | Anfang des 20. Jahrhunderts                            |                  | IPAC, PM              |
| Casa Mas Ros (Caldes de Malavella)                               | Casa Mas Ros (Caldes de Malavella)                               | Rambla Recolons, 1 – c. de les Roques Karte                                             | Casa Mas Ros oder Casa del Mestre Mas i Ros, Haus des Komponisten Francesc Mas Ros, dessen Denkmal vor dem Haus in der Grünanlage steht, Modernisme | Anfang des 20. Jahrhunderts                            |                  | IPAC, PM              |
| Habitatge al carrer dels Polls, 22 (Caldes de Malavella)         | Habitatge al carrer dels Polls, 22 (Caldes de Malavella)         | C. dels Polls, 22 Karte                                                                 | Haus carrer dels Polls, 22, Traditionelle Architektur | 17. 18. Jahrhundert                                    |                  | IPAC, PM              |
| weitere Bilder                                                   | Casa Pla i Deniel (Caldes de Malavella)                          | Pl. de St. Esteve, 15 Karte                                                             | Casa Pla i Deniel, Eklektizismus | Ende des 19. Jahrhunderts                              |                  | IPAC, PM              |
| weitere Bilder                                                   | Casa-jardí Pla i Deniel (Caldes de Malavella)                    | C. Mare de Déu del Carme, 14 Karte                                                      | Casa-jardí Pla i Deniel, Modernisme | Anfang des 20. Jahrhunderts                            |                  | IPAC, PM              |
| Habitatge a la rambla Recolons, 24 (Caldes de Malavella)         | Habitatge a la rambla Recolons, 24 (Caldes de Malavella)         | Rambla Recolons, 24 – c. Verdaguer Karte                                                | Habitatge a la rambla Recolons, 24, Eklektizismus, Modernisme | Anfang des 20. Jahrhunderts                            |                  | IPAC, PM              |
| Casa Matheu (Caldes de Malavella)                                | Casa Matheu (Caldes de Malavella)                                | Av. Dr. Furest, 8 Karte                                                                 | Casa Matheu, Modernisme | 20. Jahrhundert                                        |                  | IPAC, PM              |
| weitere Bilder                                                   | Torre dels Ocells (Caldes de Malavella)                          | Av. Dr. Furest i Roca, 14 Karte                                                         | Torre dels Ocells, Monumentalisme academicista, Modernisme | Mitte des 20. Jahrhunderts                             |                  | IPAC, PM              |
| Casa Sala (Caldes de Malavella)                                  | Casa Sala (Caldes de Malavella)                                  | Rambla Rufí Karte                                                                       | Casa Sala oder Torre d'en Sala, Eklektizismus, Modernisme | Anfang des 20. Jahrhunderts                            |                  | IPAC, PM              |
| weitere Bilder                                                   | Casa d'Angela Melichis (Caldes de Malavella)                     | C. Mestre Mas i Ros, 24 Karte                                                           | Haus d'Angela Melichis, Eklektizismus | Anfang des 20. Jahrhunderts                            |                  | IPAC, PM              |
| Església de Sant Grau (Caldes de Malavella)                      | Església de Sant Grau (Caldes de Malavella)                      | C. St. Grau Karte                                                                       | Església de Sant Grau, Traditionelle Architektur | 12. Jahrhundert                                        |                  | IPAC, PM              |
| Casa Quintana (Caldes de Malavella)                              | Casa Quintana (Caldes de Malavella)                              | C. Prim, 2 – c. Sta. Maria, 32 Karte                                                    | Casa Quintana, Eklektizismus, Modernisme | 20. Jahrhundert                                        |                  | IPAC, PM              |
| weitere Bilder                                                   | Balneari Prats (Caldes de Malavella)                             | Pl. Sant Esteve, 6-7 – c. Pla i Deniel, 2 Karte                                         | Das Balneari Prats ist eine große Badeanstalt des Ortes an der Carrer Pla i Deniel. In der zweiten Hälfte des neunzehnten Jahrhunderts entstanden in Caldes Thermalbäder. Joan Balari errichtete 1840 ein Unternehmen um das Wasser des Brunnens Font del Puig de les Ànimes zu nutzen. Das erste Gebäude der heutigen Badeanstalt wurde 1890–1900 in neoklassischem Stil erbaut. 1912 erfolgte eine umfangreiche Erweiterung durch Eusebi Bona. 1960 wurden weitere Gebäude ergänzt, die im Gegensatz zu dem vorherigen nicht unter Denkmalschutz stehen. Das Gelände besteht aus einem kleinen Park in dem sich das Freibecken befindet. Links neben dem prachtvollen Eingangstor liegt das Hauptgebäude, das heute als Hotel genutzt wird. Das L-förmige Hauptgebäude wurde durch den Architekten Duixans i Masramon entworfen und weist Züge des Modernisme auf, Eklektizismus, Modernisme | 1900, 1912, Mitte des 20. Jahrhunderts                 |                  | IPAC, PM              |
| weitere Bilder                                                   | Església de Sant Maurici (Caldes de Malavella)                   | Ctra. de Sant Maurici, Ausfahrt urbanització de la Granja Karte                         | Kirche Sant Maurici, Traditionelle Architektur | 19. Jahrhundert                                        |                  | IPAC, PM              |
| Font de la Mina (Caldes de Malavella)                            | Font de la Mina (Caldes de Malavella)                            | C. Reramuralla Karte                                                                    | Font de la Mina oder Raig d'en Mel, Traditionelle Architektur | Anfang des 20. Jahrhunderts                            |                  | IPAC, PM              |
| weitere Bilder                                                   | Can Matllo (Caldes de Malavella)                                 | Trencall que surt de la Urb. Llac del Cigne Karte                                       | Can Matllo, Traditionelle Architektur, Gotik-Renaissance | 16. Jahrhundert                                        |                  | IPAC, PM              |
| weitere Bilder                                                   | Can Companyó (Caldes de Malavella)                               | Links der ctra. Vidreres-Llagostera, in der Nähe des Kreisverkehrs. Karte               | Can Companyó, Traditionelle Architektur | 18. Jahrhundert                                        |                  | IPAC, PM              |
| weitere Bilder                                                   | Colònia Rodríguez (Caldes de Malavella)                          | Rambla Recolons, 37 Karte                                                               | Colònia Rodríguez, Traditionelle Architektur | Ende des 19. Jahrhunderts                              |                  | IPAC, PM              |
| Cal Senyor Paredes (Caldes de Malavella)                         | Cal Senyor Paredes (Caldes de Malavella)                         | C. de Mossèn Cinto Verdaguer, 1 Karte                                                   | Cal Senyor Paredes, Modernisme | Anfang des 20. Jahrhunderts                            |                  | IPAC, PM              |
| Antics xalets de la rambla Recolons, 23-25 (Caldes de Malavella) | Antics xalets de la rambla Recolons, 23-25 (Caldes de Malavella) | Rambla Recolons, 23 i 25 Karte                                                          | Antics xalets de la rambla Recolons, 23-25, Noucentisme | Anfang des 20. Jahrhunderts                            |                  | IPAC, PM              |
| Petits xalets d'estiueig (Caldes de Malavella)                   | Petits xalets d'estiueig (Caldes de Malavella)                   | C. de Mossèn Cinto Verdaguer, 7 i 9 Karte                                               | Petits xalets d'estiueig, o els Xalets d'en Vilar, Eklektizismus | Anfang des 20. Jahrhunderts                            |                  | IPAC, PM              |
| weitere Bilder                                                   | Teatre-Casino Municipal (Caldes de Malavella)                    | C. Jacint Verdaguer Karte                                                               | Teatre-Casino Municipal, Eklektizismus | Anfang des 20. Jahrhunderts, Ende des 20. Jahrhunderts |                  | IPAC, PM              |
| weitere Bilder                                                   | Can Carbonell (Caldes de Malavella)                              | In der Mitte der urbanització Can Carbonell Karte                                       | Can Carbonell, Traditionelle Architektur | 17. Jahrhundert                                        |                  | IPAC, PM              |
| BW                                                               | Can Solà Gros (Caldes de Malavella)                              | Nördlich des Stadtkerns an der urbanització Can Solà Gros Karte                         | Can Solà Gros, Traditionelle Architektur | 16. Jahrhundert                                        |                  | IPAC, PM              |
| weitere Bilder                                                   | Escorxador Municipal (Caldes de Malavella)                       | C. Ponent Karte                                                                         | Städtisches Schlachthaus, Noucentisme | 20. Jahrhundert                                        |                  | IPAC, PM              |
| Estació de ferrocarril (Caldes de Malavella)                     | Estació de ferrocarril (Caldes de Malavella)                     | Av. Dr. Furest Karte                                                                    | Bahnhof von Caldes de Malavella, Eklektizismus | 20. Jahrhundert                                        |                  | IPAC, PM              |
| Casa al carrer Mas Ros, 6 (Caldes de Malavella)                  | Casa al carrer Mas Ros, 6 (Caldes de Malavella)                  | C. Mas Ros, 6 Karte                                                                     | Das Haus Carrer Mas Ros 6 gegenüber der Kirche fällt durch die fünf mit floralen Mustern geschmückten Vasen an der Dachfront auf, Eklektizismus | 20. Jahrhundert                                        |                  | IPAC, PM              |
| Habitatge al carrer Major, 25 (Caldes de Malavella)              | Habitatge al carrer Major, 25 (Caldes de Malavella)              | C. Major, 25 Karte                                                                      | Haus Carrer Major 25, Modernisme | 19., 20. Jahrhundert                                   |                  | IPAC, PM              |
| BW                                                               | Garatge del Balneari Soler (Caldes de Malavella)                 | C. de Josep Soler (enderrocat) Karte                                                    | Garage des Balneari Soler, Eklektizismus | Mitte des 19. Jahrhunderts                             |                  | IPAC, PM              |
|                                                                  | Can Xiberta (Caldes de Malavella)                                | Veïnat de Dalt, 12                                                                      | Can Xiberta, Traditionelle Architektur | 18., 19. Jahrhundert                                   |                  | IPAC, PM              |
| BW                                                               | Can Pla (Caldes de Malavella)                                    | Rechts der ctra. Caldes-Llagostera Karte                                                | Can Pla, Traditionelle Architektur | 16. Jahrhundert                                        |                  | IPAC, PM              |
| weitere Bilder                                                   | Can Poch (Caldes de Malavella)                                   | Veïnat de Mateues, 9 Karte                                                              | Can Poch, Traditionelle Architektur | Ende des 19. Jahrhunderts                              |                  | IPAC, PM              |
| BW                                                               | Ca l'Orri (Caldes de Malavella)                                  | Veïnat de Dalt, 15 Karte                                                                | Ca l'Orri, Traditionelle Architektur | 17. Jahrhundert                                        |                  | IPAC, PM              |
| BW                                                               | Can Feliu (Caldes de Malavella)                                  | Veïnat de Dalt, 28 Karte                                                                | Can Feliu oder Mas Feliu, Traditionelle Architektur | 17. Jahrhundert                                        |                  | IPAC, PM              |
| BW                                                               | Habitatge a la plaça dels Polls, 3 (Caldes de Malavella)         | Pl. dels Polls, 3 Karte                                                                 | Haus am Plaça dels Polls, 3, Eklektizismus | Ende des 19. Jahrhunderts                              |                  | IPAC, PM              |
| Xalet al carrer Sant Esteve, 18 (Caldes de Malavella)            | Xalet al carrer Sant Esteve, 18 (Caldes de Malavella)            | C. Sant Esteve, 18 Karte                                                                | Haus an der Carrer Sant Esteve 18, Eklektizismus | 19. Jahrhundert                                        |                  | IPAC, PM              |
| BW                                                               | Can Fogueroles (Caldes de Malavella)                             | Veïnat d'Israel, 51 Karte                                                               | Can Fogueroles, Traditionelle Architektur | Jahrhundert XVI                                        |                  | IPAC, PM              |
| weitere Bilder                                                   | Can Marquès (Caldes de Malavella)                                | Veïnat de Dalt, 32 Karte                                                                | Can Marquès, Traditionelle Architektur |                                                        |                  | IPAC, PM              |
| Casa a la rambla Recolons, 2 (Caldes de Malavella)               | Casa a la rambla Recolons, 2 (Caldes de Malavella)               | Rambla Recolons, 2 Karte                                                                | Haus an der rambla Recolons 2, Eklektizismus | 19. Jahrhundert                                        |                  | IPAC, PM              |
| Casa a la carrer Sant Anton, 11 (Caldes de Malavella)            | Casa a la carrer Sant Anton, 11 (Caldes de Malavella)            | C. Sant Antoni, 11 bis Karte                                                            | Das Reihenhaus Carrer Sant Anton 11 verfügt über vier völlig unterschiedliche Fenster/Türöffnungen an der Vorderseite und über ein mit floralen Mustern geschmücktes Gitter am Flachdach, Modernisme | 20. Jahrhundert                                        |                  | IPAC, PM              |
| weitere Bilder                                                   | Balneari Vichy Catalán (Caldes de Malavella)                     | Av. Doctor Furest i Roca, 32 Karte                                                      | Die Badeanstalt Balneari Vichy Catalán Hauptsitz des gleichnamigen Mineralwasserproduzenten wurde von dem Architekten Gaietà Buïgas i Monravà erbaut und weist neoklassizistische Elemente und Schmuckformen des Modernisme auf und wird auch als Hotel genutzt. Historizismus, Modernisme | 1898, 1904                                             |                  | IPAC, PM              |
| weitere Bilder                                                   | Cal Pebrot (Caldes de Malavella)                                 | Pl. de Sant Grau, 5 Karte                                                               | Cal Pebrot, vor Can Geroni Carreter, Traditionelle Architektur | Jahrhundert XVII, XVIII, XX                            |                  | IPAC, PM              |
| weitere Bilder                                                   | Can Manegat (Caldes de Malavella)                                | C. Termes Romanes, 16 Karte                                                             | Can Manegat, Historizismus | Anfang des 20, Jahrhunderts                            |                  | IPAC, PM              |
| Pavelló-Saló de Te (Caldes de Malavella)                         | Pavelló-Saló de Te (Caldes de Malavella)                         | Av. Doctor Furest, 49 Karte                                                             | Pavelló-Saló de Te, Eklektizismus | Mitte des 20. Jahrhunderts                             |                  | IPAC, PM              |
| weitere Bilder                                                   | Can Mataró (Caldes de Malavella)                                 | Richtung N-II, nach Girona, nach der Tankstelle Karte                                   | Can Mataró, Traditionelle Architektur, Gotik-renaixement | Jahrhundert XVI, XVIII                                 |                  | IPAC, PM              |
| BW                                                               | Cal Rei (Caldes de Malavella)                                    | Gemeindestraße aus Caldes, gleich hinter urb. Can Solà Gros Karte                       | Cal Rei, Traditionelle Architektur | Jahrhundert XV, XVIII, XX                              |                  | IPAC, PM              |
| weitere Bilder                                                   | Can Rufí (Caldes de Malavella)                                   | Am Weg, der die Fortsetzung der Rambla d'en Rufí bildet Karte                           | Can Rufí, Traditionelle Architektur | 16., 20. Jahrhundert                                   |                  | IPAC, PM              |
| weitere Bilder                                                   | Ca l'Aluart (Caldes de Malavella)                                | Camí Sant Sebastià, rechts der ctra. N-II Caldes, km 0,5 Karte                          | Ca l'Aluart, Traditionelle Architektur, Gotik | 15. Jahrhundert                                        |                  | IPAC, PM {            |
| weitere Bilder                                                   | Hostal de la Tiona (Caldes de Malavella)                         | Am linken Straßenrand der N-II Caldes-Girona, vor Franciac Karte                        | Hostal de la Tiona, Traditionelle Architektur | 14., 17. Jahrhundert                                   |                  | IPAC, PM              |
| Can Thió (Caldes de Malavella)                                   | Can Thió (Caldes de Malavella)                                   | Seitlich der Església parroquial de Franciac, rechts der Ctra. N-II Caldes-Girona Karte | Can Thió, Traditionelle Architektur | 17., 18. Jahrhundert                                   |                  | IPAC, PM              |
| weitere Bilder                                                   | Can Thió de la Bassa (Caldes de Malavella)                       | Seitlich des Restaurant Thiona an der ctra. N-II Karte                                  | Can Thió de la Bassa oder Can Thió de Baix, Traditionelle Architektur | 17. Jahrhundert                                        |                  | IPAC, PM              |
| weitere Bilder                                                   | Ca l'Aimeric (Caldes de Malavella)                               | Ctra. N-II Caldes-Girona, km 702 Karte                                                  | Ca l'Aimeric, Traditionelle Architektur | 16. Jahrhundert                                        |                  | IPAC, PM              |
| weitere Bilder                                                   | Muralla medieval (Caldes de Malavella)                           | Ctra. de Llagostera – c. Vall-llobera                                                   | Mittelalterliche Mauer | Mittelalter                                            |                  | BCIN 4060-MH IPAC, PM |
| weitere Bilder                                                   | Sant Mateu de Franciac (Caldes de Malavella)                     | Karte                                                                                   | Sant Mateu de Franciac, Romanik, Barock | 11., 18. Jahrhundert                                   |                  | IPAC, PM              |
| weitere Bilder                                                   | Església de Santa Seclina (Caldes de Malavella)                  | Karte                                                                                   | Kirche Santa Seclina, Neoklassizismus, Traditionelle Architektur | 13. Jahrhundert                                        |                  | IPAC, PM              |